# Wandersong
Wandersong,  biljni rod iz porodice Rubiaceae, dio potporodice Cinchonoideae. Sastoji se od dvije vrste raširene po Velikim Antilima (Kuba, Hispaniola, Portoriko).

## Vrste
1. Wandersong exserta (DC.) David W.Taylor
2. Wandersong seminervis (Urb. & Ekman) David W.Taylor

## Sinonimi
- Colleteria David W.Taylor